# 박명순
박명순(? ~ )은 조선민주주의인민공화국의 정치인이다. 조선로동당 중앙위원회 위원 겸 당 중앙검사위원회 부위원장이다.

## 경력
1999년 만경대스케이트신발공장 초급 당비서를 거쳐 2010년 9월 조선로동당 중앙위원회 중앙검사위원회 부위원장 겸 중앙위원으로 선출되었다.

## 기타
2011년 12월 김정일 사망 당시에 국가 장의위원회 위원을 맡았다.